# Argentina en la clasificación de Conmebol para la Copa Mundial de Fútbol de 2026
La Selección de fútbol de Argentina es uno de los diez equipos nacionales que participa en la clasificación de Conmebol para la Copa del Mundo, en la que se definirán los representantes de Conmebol para la Copa Mundial de la FIFA 2026 que se desarrollará en Canadá, los Estados Unidos y México.
La etapa preliminar —también denominada Eliminatorias— se disputa en América del Sur desde septiembre de 2023 hasta octubre de 2025.

## Sistema de juego
El sistema de juego de las eliminatorias consistirá por octava ocasión consecutiva, en enfrentamientos de ida y vuelta todos contra todos, con un total 18 jornadas.
La Conmebol utilizará el mismo calendario de partidos de la clasificación anterior.
Tras la decisión de la FIFA de ampliar los participantes en la competición a 48, Los primeros seis puestos accederán de manera directa a la Copa Mundial de Fútbol de 2026. La selección que logre el séptimo puesto disputará un torneo eliminatorio ante los equipos nacionales de otras confederaciones.

## Sedes
| Monumental        |
| Capacidad: 85 000 |
|                   |
| La Bombonera      |
| Capacidad: 54 000 |
|                   |

## Tabla de posiciones
| Pos. | Selección | Pts | PJ | PG | PE | PP | GF | GC | Dif |
| ---- | --------- | --- | -- | -- | -- | -- | -- | -- | --- |
| 1.   | Argentina | 35  | 16 | 11 | 2  | 3  | 28 | 9  | 19  |
| 2.   | Ecuador   | 25  | 16 | 7  | 7  | 2  | 13 | 5  | 8   |
| 3.   | Brasil    | 25  | 16 | 7  | 4  | 5  | 21 | 16 | 5   |
| 4.   | Uruguay   | 24  | 16 | 6  | 6  | 4  | 19 | 12 | 7   |
| 5.   | Paraguay  | 24  | 16 | 6  | 6  | 4  | 13 | 10 | 3   |
| 6    | Colombia  | 22  | 16 | 5  | 7  | 4  | 19 | 15 | 4   |
| 7.   | Venezuela | 18  | 16 | 4  | 6  | 6  | 15 | 19 | −4  |
| 8.   | Bolivia   | 17  | 16 | 5  | 2  | 9  | 16 | 32 | −16 |
| 9.   | Perú      | 12  | 16 | 2  | 6  | 8  | 6  | 17 | −11 |
| 10.  | Chile     | 10  | 16 | 2  | 4  | 10 | 9  | 24 | −15 |

| V\L                  | Bandera de Argentina | Bandera de Bolivia | Bandera de Brasil | Bandera de Chile | Bandera de Colombia | Bandera de Ecuador | Bandera de Paraguay | Bandera de Perú | Bandera de Uruguay | Bandera de Venezuela |
| Bandera de Argentina |                      | 6:0                | 4:1               | 3:0              | 1:1                 | 1:0                | 1:0                 | 1:0             | 0:2                | :                    |
| Bandera de Bolivia   | 0:3                  |                    | :                 | 2:0              | 1:0                 | 1:2                | 2:2                 | 2:0             | 0:0                | 4:0                  |
| Bandera de Brasil    | 0:1                  | 5:1                |                   | :                | 2:1                 | 1:0                | 1:0                 | 4:0             | 1:1                | 1:1                  |
| Bandera de Chile     | 0:1                  | 1:2                | 1:2               |                  | 0:0                 | 0:0                | 0:0                 | 2:0             | :                  | 4:2                  |
| Bandera de Colombia  | 2:1                  | :                  | 2:1               | 4:0              |                     | 0:1                | 2:2                 | 0:0             | 2:2                | 1:0                  |
| Bandera de Ecuador   | :                    | 4:0                | 0:0               | 1:0              | 0:0                 |                    | 0:0                 | 1:0             | 2:1                | 2:1                  |
| Bandera de Paraguay  | 2:1                  | 1:0                | 1:0               | 1:0              | 0:1                 | :                  |                     | 0:0             | 2:0                | 2:1                  |
| Bandera de Perú      | 0:2                  | 3:1                | 0:1               | 0:0              | 1:1                 | 0:0                | :                   |                 | 1:0                | 1:1                  |
| Bandera de Uruguay   | 0:1                  | 3:0                | 2:0               | 3:1              | 3:2                 | 0:0                | 0:0                 | :               |                    | 2:0                  |
| Bandera de Venezuela | 1:1                  | 2:0                | 1:1               | 3:0              | :                   | 0:0                | 1:0                 | 1:0             | 0:0                |                      |

|  | Clasificación directa a la Copa Mundial de Fútbol de 2026. |
|  | Clasificación a la Repesca Intercontinental.               |

### Evolución de posiciones
| País / Fecha | 1                  | 2                  | 3                   | 4               | 5                  | 6                 | 7                | 8                   | 9                    | 10                 | 11                  | 12              | 13                 | 14                | 15               | 16                  | 17                   | 18                 |
| ------------ | ------------------ | ------------------ | ------------------- | --------------- | ------------------ | ----------------- | ---------------- | ------------------- | -------------------- | ------------------ | ------------------- | --------------- | ------------------ | ----------------- | ---------------- | ------------------- | -------------------- | ------------------ |
| Argentina    | 3.º                | 2.º                | 1.º                 | 1.º             | 1.º                | 1.º               | 1.º              | 1.º                 | 1.º                  | 1.º                | 1.º                 | 1.º             | 1.º                | 1.º               | 1.º              | 1.º                 | 1.º                  | 1.º                |
| Rival        | Bandera de Ecuador | Bandera de Bolivia | Bandera de Paraguay | Bandera de Perú | Bandera de Uruguay | Bandera de Brasil | Bandera de Chile | Bandera de Colombia | Bandera de Venezuela | Bandera de Bolivia | Bandera de Paraguay | Bandera de Perú | Bandera de Uruguay | Bandera de Brasil | Bandera de Chile | Bandera de Colombia | Bandera de Venezuela | Bandera de Ecuador |
| Resultado    | G                  | G                  | G                   | G               | P                  | G                 | G                | P                   | E                    | G                  | P                   | G               | G                  | G                 | G                | E                   |                      |                    |

### Puntos obtenidos contra cada selección durante las eliminatorias
| vs.       | Bandera de Bolivia | Bandera de Brasil | Bandera de Chile | Bandera de Colombia | Bandera de Ecuador | Bandera de Paraguay | Bandera de Perú | Bandera de Uruguay | Bandera de Venezuela | Total |
| --------- | ------------------ | ----------------- | ---------------- | ------------------- | ------------------ | ------------------- | --------------- | ------------------ | -------------------- | ----- |
| Local     | 3                  | 3                 | 3                | 1                   | 3                  | 3                   | 3               | 0                  |                      | 19    |
| Visitante | 3                  | 3                 | 3                | 0                   |                    | 0                   | 3               | 3                  | 1                    | 16    |
| Total     | 6                  | 6                 | 6                | 1                   | 3                  | 3                   | 6               | 3                  | 1                    | 35    |

### Efectividad
| País / Efectividad | Local  | Visitante | Total  |
| ------------------ | ------ | --------- | ------ |
| Argentina          | 79.17% | 66.67%    | 72.92% |
| Ecuador            | 75%    | 41.67%    | 58.33% |
| Brasil             | 70.83% | 33.33%    | 52.08% |
| Uruguay            | 70.83% | 29.17%    | 50%    |
| Paraguay           | 79.17% | 20.83%    | 50%    |
| Colombia           | 62.5%  | 29.17%    | 45.83% |
| Venezuela          | 66.67% | 8.33%     | 37.5%  |
| Bolivia            | 58.33% | 12.5%     | 35.42% |
| Perú               | 41.67% | 8.33%     | 25%    |
| Chile              | 37.5%  | 4.17%     | 20.83% |

## Partidos
- Las horas indicadas corresponderán al huso horario local de la ciudad sede de cada partido.

### Partidos
| Fecha                    | Lugar          | Jornada |           | Resultado |           |
| ------------------------ | -------------- | ------- | --------- | --------- | --------- |
| 7 de septiembre de 2023  | Buenos Aires   | 1       | Argentina | 1:0 (0:0) | Ecuador   |
| 12 de septiembre de 2023 | La Paz         | 2       | Bolivia   | 0:3 (0:2) | Argentina |
| 12 de octubre de 2023    | Buenos Aires   | 3       | Argentina | 1:0 (1:0) | Paraguay  |
| 17 de octubre de 2023    | Lima           | 4       | Perú      | 0:2 (0:2) | Argentina |
| 16 de noviembre de 2023  | Buenos Aires   | 5       | Argentina | 0:2 (0:1) | Uruguay   |
| 21 de noviembre de 2023  | Río de Janeiro | 6       | Brasil    | 0:1 (0:0) | Argentina |
| 5 de septiembre de 2024  | Buenos Aires   | 7       | Argentina | 3:0 (0:0) | Chile     |
| 10 de septiembre de 2024 | Barranquilla   | 8       | Colombia  | 2:1 (1:0) | Argentina |
| 10 de octubre de 2024    | Maturín        | 9       | Venezuela | 1:1 (0:1) | Argentina |
| 15 de octubre de 2024    | Buenos Aires   | 10      | Argentina | 6:0 (3:0) | Bolivia   |
| 14 de noviembre de 2024  | Asunción       | 11      | Paraguay  | 2:1 (1:1) | Argentina |
| 19 de noviembre de 2024  | Buenos Aires   | 12      | Argentina | 1:0 (0:0) | Perú      |
| 21 de marzo de 2025      | Montevideo     | 13      | Uruguay   | 0:1 (0:0) | Argentina |
| 25 de marzo de 2025      | Buenos Aires   | 14      | Argentina | 4:1 (3:1) | Brasil    |
| 5 de junio de 2025       | Santiago       | 15      | Chile     | 0:1 (0:1) | Argentina |
| 10 de junio de 2025      | Buenos Aires   | 16      | Argentina | 1:1 (0:1) | Colombia  |
| 9 de octubre de 2025     | Por definir    | 17      | Argentina |           | Venezuela |
| 14 de octubre de 2025    | Quito          | 18      | Ecuador   |           | Argentina |

### Detalle de partidos

#### Jornada 1 - Argentina vs. Ecuador
| 7 de septiembre de 2023 | Argentina | 1:0 (0:0) | Ecuador | Estadio Monumental, Buenos Aires                                            |                                                                             |
| 21:00 (UTC-3)           | Messi 78' | Reporte   |         | Asistencia: 82 500 espectadores Árbitro(s): Wilmar Roldán VAR: Jhon Perdomo | Asistencia: 82 500 espectadores Árbitro(s): Wilmar Roldán VAR: Jhon Perdomo |

| Uniformes | Uniformes |
| --------- | --------- |
|           |           |

#### Jornada 2 - Bolivia vs. Argentina
| 12 de septiembre de 2023 | Bolivia | 0:3 (0:2) | Argentina                                     | Estadio Hernando Siles, La Paz                                                 |                                                                                |
| 16:00 (UTC-4)            |         | Reporte   | Fernández 31' · Tagliafico 42' · González 83' | Asistencia: 38 000 espectadores Árbitro(s): Esteban Ostojich VAR: Andrés Cunha | Asistencia: 38 000 espectadores Árbitro(s): Esteban Ostojich VAR: Andrés Cunha |

| Uniformes | Uniformes |
| --------- | --------- |
|           |           |

#### Jornada 3 - Argentina vs. Paraguay
| 12 de octubre de 2023 | Argentina   | 1:0 (1:0) | Paraguay | Estadio Monumental, Buenos Aires                                              |                                                                               |
| 21:00 (UTC-3)         | Otamendi 3' | Reporte   |          | Asistencia: 80 000 espectadores Árbitro(s): Raphael Claus VAR: Rodolpho Toski | Asistencia: 80 000 espectadores Árbitro(s): Raphael Claus VAR: Rodolpho Toski |

| Uniformes | Uniformes |
| --------- | --------- |
|           |           |

#### Jornada 4 - Perú vs. Argentina
| 17 de octubre de 2023 | Perú | 0:2 (0:2) | Argentina      | Estadio Nacional, Lima                                                          |                                                                                 |
| 21:00 (UTC-5)         |      | Reporte   | Messi 32', 42' | Asistencia: 37 675 espectadores Árbitro(s): Jesús Valenzuela VAR: Nicolás Gallo | Asistencia: 37 675 espectadores Árbitro(s): Jesús Valenzuela VAR: Nicolás Gallo |

| Uniformes | Uniformes |
| --------- | --------- |
|           |           |

#### Jornada 5 - Argentina vs. Uruguay
| 16 de noviembre de 2023 | Argentina | 0:2 (0:1) | Uruguay                | La Bombonera, Buenos Aires                                                 |                                                                            |
| 21:00 (UTC-3)           |           | Reporte   | Araújo 41' · Núñez 87' | Asistencia: 49 000 espectadores Árbitro(s): Wilmar Roldán VAR: Jhon Ospina | Asistencia: 49 000 espectadores Árbitro(s): Wilmar Roldán VAR: Jhon Ospina |

| Uniformes | Uniformes |
| --------- | --------- |
|           |           |

#### Jornada 6 - Brasil vs. Argentina
| 21 de noviembre de 2023 | Brasil | 0:1 (0:0) | Argentina    | Estadio Maracaná, Río de Janeiro                                      |                                                                       |
| 21:57 (UTC-3) |        | Reporte   | Otamendi 63' | Asistencia: 68 138 espectadores Árbitro(s): Piero Maza VAR: Juan Lara | Asistencia: 68 138 espectadores Árbitro(s): Piero Maza VAR: Juan Lara |
| El partido estaba programado para las 21:30, pero se retrasó por casi 30 minutos por un enfrentamiento entre la policía carioca y los aficionados. |        |           |              |                                                                       |                                                                       |

| Uniformes | Uniformes |
| --------- | --------- |
|           |           |

#### Jornada 7 - Argentina vs. Chile
| 5 de septiembre de 2024 | Argentina                                     | 3:0 (0:0) | Chile | Estadio Monumental, Buenos Aires                                            |                                                                             |
| 21:00 (UTC-3)           | Mac Allister 48' · Álvarez 84' · Dybala 90+1' | Reporte   |       | Asistencia: 52 160 espectadores Árbitro(s): Jesús Valenzuela VAR: Juan Soto | Asistencia: 52 160 espectadores Árbitro(s): Jesús Valenzuela VAR: Juan Soto |

| Uniformes | Uniformes |
| --------- | --------- |
|           |           |

#### Jornada 8 - Colombia vs. Argentina
| 10 de septiembre de 2024 | Colombia                            | 2:1 (1:0) | Argentina    | Estadio Metropolitano, Barranquilla                                   |                                                                       |
| 15:30 (UTC-5)            | Mosquera 25' · Rodríguez 60' (pen.) | Reporte   | González 48' | Asistencia: 45 000 espectadores Árbitro(s): Piero Maza VAR: Juan Lara | Asistencia: 45 000 espectadores Árbitro(s): Piero Maza VAR: Juan Lara |

| Uniformes | Uniformes |
| --------- | --------- |
|           |           |

#### Jornada 9 - Venezuela vs. Argentina
| 10 de octubre de 2024 | Venezuela  | 1:1 (0:1) | Argentina    | Estadio Monumental, Maturín                                                        |                                                                                    |
| 17:30 (UTC-4) | Rondón 65' | Reporte   | Otamendi 13' | Asistencia: 50 000 espectadores Árbitro(s): Gustavo Tejera VAR: Christian Ferreyra | Asistencia: 50 000 espectadores Árbitro(s): Gustavo Tejera VAR: Christian Ferreyra |
| El partido estaba programado para las 17:00, pero se retrasó 30 minutos debido a que el campo de juego se encontraba inundado por agua de lluvia. |            |           |              |                                                                                    |                                                                                    |

| Uniformes | Uniformes |
| --------- | --------- |
|           |           |

#### Jornada 10 - Argentina vs. Bolivia
| 15 de octubre de 2024 | Argentina                                                           | 6:0 (3:0) | Bolivia | Estadio Monumental, Buenos Aires                                         |                                                                          |
| 21:00 (UTC-3)         | Messi 19', 84', 86' · La. Martínez 43' · Álvarez 45+3' · Almada 69' | Reporte   |         | Asistencia: 75 100 espectadores Árbitro(s): Kevin Ortega VAR: Diego Haro | Asistencia: 75 100 espectadores Árbitro(s): Kevin Ortega VAR: Diego Haro |

| Uniformes | Uniformes |
| --------- | --------- |
|           |           |

#### Jornada 11 - Paraguay vs. Argentina
| 14 de noviembre de 2024 | Paraguay                    | 2:1 (1:1) | Argentina       | Estadio Defensores del Chaco, Asunción                                           |                                                                                  |
| 20:30 (UTC-3)           | Sanabria 19' · Alderete 47' | Reporte   | L. Martínez 11' | Asistencia: 32 200 espectadores Árbitro(s): Anderson Daronco VAR: Rodolpho Toski | Asistencia: 32 200 espectadores Árbitro(s): Anderson Daronco VAR: Rodolpho Toski |

| Uniformes | Uniformes |
| --------- | --------- |
|           |           |

#### Jornada 12 - Argentina vs. Perú
| 19 de noviembre de 2024 | Argentina       | 1:0 (0:0) | Perú | La Bombonera, Buenos Aires                                                 |                                                                            |
| 21:00 (UTC-3) | L. Martínez 55' | Reporte   |      | Asistencia: 52 000 espectadores Árbitro(s): Wilmar Roldán VAR: Yadir Acuña | Asistencia: 52 000 espectadores Árbitro(s): Wilmar Roldán VAR: Yadir Acuña |
| En un principio el partido estaba programado para jugarse en el estadio Monumental, se cambió de sede por parte de la AFA debido a la realización de la final de la Copa Libertadores 2024. |                 |           |      |                                                                            |                                                                            |

| Uniformes | Uniformes |
| --------- | --------- |
|           |           |

#### Jornada 13 - Uruguay vs. Argentina
| 21 de marzo de 2025 | Uruguay | 0:1 (0:0) | Argentina  | Estadio Centenario, Montevideo                                             |                                                                            |
| 20:30 (UTC-3)       |         | Reporte   | Almada 68' | Asistencia: 55 000 espectadores Árbitro(s): Juan Benítez VAR: Derlis López | Asistencia: 55 000 espectadores Árbitro(s): Juan Benítez VAR: Derlis López |

| Uniformes | Uniformes |
| --------- | --------- |
|           |           |

#### Jornada 14 - Argentina vs. Brasil
| 25 de marzo de 2025 | Argentina                                                   | 4:1 (3:1) | Brasil    | Estadio Monumental, Buenos Aires                                           |                                                                            |
| 21:00 (UTC-3)       | Álvarez 4' · Fernández 12' · Mac Allister 37' · Simeone 71' | Reporte   | Cunha 26' | Asistencia: 85 015 espectadores Árbitro(s): Andrés Rojas VAR: John Perdomo | Asistencia: 85 015 espectadores Árbitro(s): Andrés Rojas VAR: John Perdomo |

| Uniformes | Uniformes |
| --------- | --------- |
|           |           |

#### Jornada 15 - Chile vs. Argentina
| 5 de junio de 2025 | Chile | 0:1 (0:1) | Argentina   | Estadio Nacional, Santiago                                                  |                                                                             |
| 21:00 (UTC-4)      |       | Reporte   | Álvarez 16' | Asistencia: 45 000 espectadores Árbitro(s): Jesús Valenzuela VAR: Juan Soto | Asistencia: 45 000 espectadores Árbitro(s): Jesús Valenzuela VAR: Juan Soto |

|  |  |

#### Jornada 16 - Argentina vs. Colombia
| 10 de junio de 2025 | Argentina  | 1:1 (0:1) | Colombia | Estadio Monumental, Buenos Aires                                           |                                                                            |
| 21:00 (UTC-3)       | Almada 81' | Reporte   | Díaz 24' | Asistencia: 77 791 espectadores Árbitro(s): Juan Benítez VAR: Derlis López | Asistencia: 77 791 espectadores Árbitro(s): Juan Benítez VAR: Derlis López |

| Uniformes | Uniformes |
| --------- | --------- |
|           |           |

## Estadísticas

### Generales
| 34 | 15 | 11 | 1 | 3 | 27 | 8 | +19 |

| 18 | 7 | 6 | 0 | 1 | 16 | 3 | +13 |

| 16 | 8 | 5 | 1 | 2 | 11 | 5 | +6 |

### Goleadores
| #     | Jugador             | Anotado | PJ | Prom. | Jugada | Cabeza | Tiro libre | Penal |
| ----- | ------------------- | ------- | -- | ----- | ------ | ------ | ---------- | ----- |
| 1     | Lionel Messi        | 6       | 9  | 0.67  | 5      | 0      | 1          | 0     |
| 2     | Lautaro Martínez    | 3       | 12 | 0.25  | 3      | 0      | 0          | 0     |
|       | Nicolás Otamendi    | 3       | 13 | 0.23  | 1      | 2      | 0          | 0     |
| 3     | Nicolás González    | 2       | 9  | 0.22  | 2      | 0      | 0          | 0     |
|       | Julián Álvarez      | 2       | 13 | 0.15  | 2      | 0      | 0          | 0     |
| 4     | Paulo Dybala        | 1       | 2  | 0.5   | 1      | 0      | 0          | 0     |
|       | Thiago Almada       | 2       | 3  | 0.67  | 2      | 0      | 0          | 0     |
|       | Nicolás Tagliafico  | 1       | 11 | 0.09  | 0      | 1      | 0          | 0     |
|       | Alexis Mac Allister | 1       | 12 | 0.08  | 1      | 0      | 0          | 0     |
|       | Enzo Fernández      | 1       | 13 | 0.08  | 1      | 0      | 0          | 0     |
| Total | Total               | 22      | 13 | 1.69  | 18     | 3      | 1          | 0     |

### Asistencias
| #     | Jugador            | Asistencia | Jugada | Cabeza | Tiro libre | Saque de esquina |
| ----- | ------------------ | ---------- | ------ | ------ | ---------- | ---------------- |
| 1     | Lionel Messi       | 3          | 2      | 0      | 1          | 0                |
| 2     | Ángel Di María     | 2          | 1      | 0      | 1          | 0                |
|       | Enzo Fernández     | 2          | 2      | 0      | 0          | 0                |
|       | Exequiel Palacios  | 2          | 2      | 0      | 0          | 0                |
|       | Giovani Lo Celso   | 2          | 1      | 0      | 0          | 1                |
|       | Julián Álvarez     | 2          | 2      | 0      | 0          | 0                |
| 3     | Alejandro Garnacho | 1          | 1      | 0      | 0          | 0                |
|       | Lautaro Martínez   | 1          | 1      | 0      | 0          | 0                |
|       | Nahuel Molina      | 1          | 1      | 0      | 0          | 0                |
|       | Nicolás González   | 1          | 1      | 0      | 0          | 0                |
|       | Nico Paz           | 1          | 1      | 0      | 0          | 0                |
|       | Rodrigo de Paul    | 1          | 0      | 0      | 0          | 1                |
| Total | Total              | 19         | 15     | 0      | 2          | 2                |

### Tarjetas disciplinarias
| #     | Jugador             | Amonestado | Otorgado · Expulsado | Expulsado | Sanción    |
| ----- | ------------------- | ---------- | -------------------- | --------- | ---------- |
| 1     | Cristian Romero     | 2          | 0                    | 0         | Un partido |
| 2     | Nicolás González    | 0          | 0                    | 1         | Un partido |
|       | Alexis Mac Allister | 1          | 0                    | 0         |            |
|       | Enzo Fernández      | 1          | 0                    | 0         |            |
|       | Exequiel Palacios   | 1          | 0                    | 0         |            |
|       | Germán Pezzella     | 1          | 0                    | 0         |            |
|       | Giovani Lo Celso    | 1          | 0                    | 0         |            |
|       | Gonzalo Montiel     | 1          | 0                    | 0         |            |
|       | Julián Álvarez      | 1          | 0                    | 0         |            |
|       | Lautaro Martínez    | 1          | 0                    | 0         |            |
|       | Leandro Paredes     | 1          | 0                    | 0         |            |
|       | Nicolás Otamendi    | 1          | 0                    | 0         |            |
|       | Rodrigo de Paul     | 1          | 0                    | 0         |            |
| Total | Total               | 13         | 0                    | 1         |            |